# Poletuška severní
Poletuška severní (Glaucomys sabrinus) je jeden ze dvou druhů rodu poletuška (Glaucomys).
Vyskytuje se v jehličnatých a smíšených lesích napříč Kanadou, od Aljašky po Nové Skotsko, a na jih k horám Severní Karolíny, na západ po Kalifornii. 
Má světle hnědé zbarvení a dosahuje velikosti 25 až 37 centimetrů.
Živí se různými rostlinami, mízou stromů, houbami, také mršinami, ptačími vejci a mláďaty. Rozmnožuje se převážně jednou ročně.
Poletuška severní je spolu s poletuškou asapan (Glaucomys volans), která je menším druhem (12–14 cm, 50–80 g), jediným známým druhem létajících veverek v Severní Americe.
BioLib uvádí 25 poddruhů poletušky severní popsaných v rozmezí let 1801–1961:
- Glaucomys sabrinus sabrinus (Shaw, 1801)
- G. s. alpinus (Richardson, 1828)
- G. s. bangsi (Rhoads, 1897)
- G. s. californicus (Rhoads, 1897)
- G. s. canescens (A. H. Howell, 1915)
- G. s. coloratus (Handley, 1953)
- G. s. columbiensis (A. H. Howell, 1915)
- G. s. flaviventris (A. H. Howell, 1915)
- G. s. fuliginosus (Rhoads, 1897)
- G. s. fuscus (Miller, 1936)
- G. s. goodwini (R. M. Anderson, 1943)
- G. s. gouldi (R. M. Anderson, 1943)
- G. s. griseifrons (A. H. Howell, 1934)
- G. s. klamathensis (Merriam, 1897)
- G. s. lascivus (Bangs, 1899)
- G. s. latipes (A. H. Howell, 1915)
- G. s. lucifugus (Hall, 1934)
- G. s. macrotis (Mearns, 1898)
- G. s. makkovikensis (Sornborger, 1900)
- G. s. murinauralis (Musser, 1961)
- G. s. oregonensis (Bachman, 1839)
- G. s. reductus (Cowan, 1937)
- G. s. stephensi (Merriam, 1900)
- G. s. yukonensis (Osgood, 1900)
- G. s. zaphaeus (Osgood, 1905)